# مؤسسه مطالعات پایدار ولز

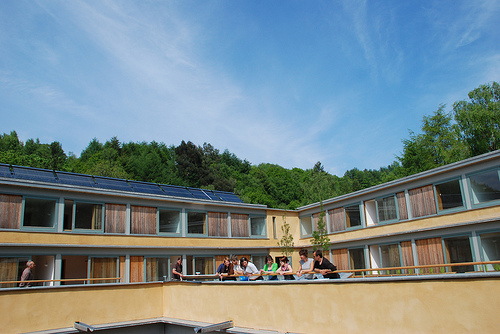
دانشجویان در تراس پشت بام مؤسسهٔ آموزشی مطالعات پایدار ولز

مؤسسهٔ آموزشی مطالعات پایدار ولز (به انگلیسی: Wales Institute for Sustainable Education؛ با سرواژگان WISE) ساختمانی آموزشی واقع در مرکز فناوری جایگزین در نزدیکی شهر مکینلت، پویس (به انگلیسی: Powys)در کشور ولز است. این سازه به عنوان یک نمونهٔ مورد مطالعه برای معماری پایدار و معماری سبز طراحی شده و جوایز بسیاری را دریافت کرده‌است.

## طراحی و ساخت
این ساختمان که توسط پت بُرر (به انگلیسی: Pat Borer) و دیوید لی (به انگلیسی: David Lea) طراحی شده و در ژوئن سال ۲۰۱۰ افتتاح شده‌است دارای ۲۰۰ صندلی در سالن کنفرانس و اتاق‌هایی مربوط به بخش‌های اداری و آموزشی و همچنین ۲۴ اتاق خواب است. ساختمان wise یک محل ویژه برای سخنرانی دارد و مفاهیم ساختمانی مانند سامانه غیرفعال خورشیدی و تهویه بازیابی حرارتی و همچنین مواد ساختمانی که اثر منفی کمی بر محیط زیست دارند مثل چوب، علف خشک، آهک، خاک کوبیده در آن دیده می‌شوند.
مصالح ساختمانی که در ساخت این سازه به کار رفته‌اند شامل: چوب، کنف، آهک و خاک کوبیده می‌باشد. دیواره‌های خارجی این ساختمان از همپکریت ۵۰۰ میلی‌متری ساخته شده‌است و محل سخنرانی از دیوارهای بلند ۷/۲ متری با ۳۲۰ تن خاک کوبیده ساخته شده‌است. یک سیستم مدیریت ساختمان به منظور نظارت بر طیف گسترده‌ای از پارامترهای داخل ساختمان به کار گرفته شده‌است و اطلاعات مورد نیاز جهت پروژه‌های تحقیقاتی که توسط دانشجویان معماری پایدار CAT انجام می‌شود را تأمین می‌کند.

## تاریخچه، اهداف
در تابستان ۲۰۱۰ CAT مؤسسهٔ آموزش پایدار ولز را تأسیس کرد. یک ساختمان بزرگ آموزشی برای مطالعات موردی در معماری پایدار طراحی شد. این ساختمان یک محل ویژه برای سخنرانی دارد و مفاهیم ساختمانی مانند سامانه غیرفعال خورشیدی و تهویه بازیابی حرارتی و همچنین مواد ساختمانی که اثر منفی کمی بر محیط زیست دارند مثل چوب، علف خشک، آهک، خاک کوبیده در آن دیده می‌شوند. دیواره‌های خارجی این ساختمان از همپکریت ۵۰۰ میلی‌متری ساخته شده‌است.
CAT در وهلهٔ اول، اقدامات خود را بر اساس انرژی بادی، خورشیدی و آبی انجام می‌دهد ولی پس از مدتی با کمبود توان مواجه شد و شروع به دریافت توان از شبکه برق ملی بریتانیا کرد. اندکی پس از آن، در سال ۲۰۰۴ یک توربین بادی بزرگ جدید به کمک سود سهامی که در پروژه‌ها به Bro Dyfi Community فروخته می‌شد ساخته شد. از سپتامبر ۲۰۰۹ به بعد CAT یک سیستم میکروگرید راه‌اندازی کرد که شامل عناصری برای اقدامات درون‌شبکه‌ای و برون‌شبکه‌ای است.
CAT آب مورد نیاز خود را از یک ذخیرهٔ ساختهٔ انسان در معدن سنگ ایالتی - که در ابتدا در آن محل ساخته شده بود - تأمین می‌کند و فاضلاب آن را نیز توسط تالاب مصنوعی که خود ساخته‌است مدیریت می‌کند.

## اثرات منطقه‌ای
وجود این مرکز در درهٔ Dyfi اثرات مختلفی بر محیط زیست این منطقه داشته‌است که هم‌اکنون نامزد برنامه انسان و زیست‌کره یونسکو است. CAT plc در شهر Machynlleth که نزدیک‌ترین شهر به آن است، یک کافهٔ غذای کامل گیاهی و یک فروشگاه مجزا دایر کرده‌است. وقتی CAT plc برچیده شد، قسمت امور خیریهٔ CAT مالکیت این کافهٔ گیاهخواری را در دست دارد. این کافه به صورت یک بخش خصوصی اداره می‌شود. فروشگاه غذای کامل بسته شد چون CAT مالک آن نبود اما یک فروشگاه غذای کامل جدید به نام Dyfi Wholefoods به وسیلهٔ کارکنان اضافهٔ CAT تأسیس شد. یک مجموعهٔ صنعتی با نام Dyfi Eco Park نزدیک راه‌آهن Machynlleth شامل ادارات Dulas Ltd و یک کارخانهٔ انرژی تجدیدپذیر است که توسط کارکنان قبلی CAT تأسیس شد.

## موارد استفاده
این ساختمان برای دوره‌های کوتاه مدت و همچنین برای تحصیلات تکمیلی در مرکز تکنولوژی جایگزین و مرتبط با محیط زیست در مقطع کارشناسی ارشد در رشته‌های انرژی‌های تجدید پذیر و معماری پایدار استفاده می‌شود.
در این مرکز دیپلم تخصصی رشته معماری در مباحث محیط زیست و انرژی به صورت پیشرفته از سال ۲۰۰۸ ارائه می‌شود که به دانشجویان این فرصت را می‌دهد که مدرک سطح دو صلاحیت معماری را بدست آورند.
مؤسسه wise همچنین به عنوان مکانی برای برگزاری کنفرانس‌ها استفاده می‌شود.

## جوایز
در سال ۲۰۱۰ ساختمان مؤسسهٔ آموزش پایدار ولز برنده جایزه رتبه اول دیلی تلگراف از لیست ۱۰ ساختمان برتر ۲۰۱۰ و رتبه چهارم ده ساختمان برتر  گاردین در همان سال شد.
همچنین ساختمان wise برنده جایزهٔ مؤسسهٔ سلطنتی معماران بریتانیا در سال ۲۰۱۱ و نیز با رای بالای داوران کاندید مدال طلای معماری برای National Eisteddfod of Wales در سال ۲۰۱۱ شد.